# Friedrich Schulze-Maizier
Friedrich Schulze-Maizier (* 4 de agosto de 1888 en Erfurt; † 9 de julio de 1971 en Marburg) fue un escritor alemán. Schulze-Maizier provenía de la provincia prusiana de Sajonia. Después de terminar la escuela, estudió Filosofía y Germanística se doctoró. Luego trabajó como erudito privado y escritor, primero en Erfurt, después en Berlín, en Donauwörth y en Marburg. Se dedicó principalmente a la lengua alemana y a la literatura. Fue miembro de la Akademie gemeinnütziger Wissenschaften zu Erfurt desde 1919.

## Escritos (Selección, títulos traducidos)
- Wieland en Erfurt (1769–1772). Aportes a la investigación de Wieland. Erfurt 1919.
- Poesía mística de siete siglos. Insel-Verlag, Leipzig 1925.
- La Isla de Pascua. Insel-Verlag, Leipzig s.f. [1926]. (Tesis doctoral)
- Las predicaciones y tratados alemanes de Meister Eckhart. 1927.
- Autocrítica alemana. Problemas del autoconocimiento nacional en la literatura alemana moderna. Berlín 1932.
- (con Hans Möhle): Dolor . Berlín 1943.
- Sobre la revista "Erasmus". Conferencia. Darmstadt s.f. [1956].